# Humberto Aguirre
Humberto Aguirre Doolan (Punta Arenas, 1 de agosto de 1908 - Santiago, 25 de febrero de 1983) fue un ingeniero agrónomo y político chileno, miembro del Partido Radical (PR). Se desempeñó como parlamentario durante las décadas de 1950, 1960 y 1970, así como ministro de Estado durante los gobiernos de los presidentes Gabriel González Videla y Alfredo Duhalde Vásquez.

## Familia y estudios
Nació en Punta Arenas, el 1 de agosto de 1908; hijo del descendiente vasco Luis Aguirre Cerda (hermano del expresidente de Chile, Pedro Aguirre Cerda, por lo tanto su tío) y de Flora Doolan McGregor, de ascendencia irlandesa. Sus estudios secundarios los realizó en el Instituto Nacional y en el Internado Nacional Barros Arana (INBA) y los superiores en la Universidad de Chile donde obtuvo el título de ingeniero agrónomo en 1930.
Se casó el 20 de enero de 1934 con Rosa Elena Charlín Aguirre, con quien tuvo tres hijos. Posteriormente, contrajo segundas nupcias con María Elvira Piwonka Moreno, escritora y poeta, hija de exdiputado y exministro Alfredo Piwonka Gilabert y de Elvira Moreno Fredes.

## Carrera profesional
Luego de egresar de la universidad, en 1931 ingresó a trabajar en la Caja de Crédito Agrario, ocupando el cargo de inspector tasador, para luego pasar a la Sección Comercial de la institución. A continuación se desempeñó como jefe de agencias agrícolas de Puerto Montt, La Serena y Chillán, alcanzando en 1937 el cargo de jefe de la Sección Comercial en Santiago.
Jubiló en 1949 después de haber ejercido la vicepresidencia ejecutiva de la empresa. Se desempeñó paralelamente como director de la Industria Maderera A. Figueroa S.A., en 1938; presidente del directorio de la compañía de seguros Lloyd de Chile, en 1943; como y presidente de Vinos de Chile "Vinex", en 1944.

## Carrera política
Inició sus actividades políticas cuando se incorporó al Partido Radical (PR) en 1930. Como militante desempeñó diversas ocupaciones: en 1944 fue delegado a Convenciones en Concepción, Valdivia (1946) y en 1947 y 1969.
En el gobierno de su tío Pedro Aguirre Cerda fue nombrado por este como secretario jefe de la presidencia de la República, cargo que cumplió durante todo la administración: desde el 24 de diciembre de 1938 hasta el 2 de abril de 1942. Luego, en 1942 con ocasión del gobierno del presidente Juan Antonio Ríos, fue designado como agregado de la embajada de Chile en Washington D. C. (Estados Unidos) y presidió la delegación bi-cameral oficial a Cuba. De la misma manera, en 1943 el gobierno lo envió a Estados Unidos en una misión especial relacionada con la industria salitrera.
Más tarde, en el gobierno provisional de Alfredo Duhalde Vásquez, fue nombrado como ministro de Agricultura, función que ejerció entre el 6 de septiembre de 1946 y el 3 de noviembre de 1946. Seguidamente, en la administración de Gabriel González Videla ocupó la titularidad del Ministerio de Tierras y Colonización entre el 16 de abril y el 2 de agosto de 1947.
En elecciones parlamentarias de 1949, fue elegido como diputado por la Decimosexta Agrupación Departamental (correspondiente a los departamentos de Chillán, Bulnes y Yungay), por el período legislativo 1949-1953. Durante su gestión fue diputado reemplazante en la Comisión Permanente de Gobierno Interior; en la de Hacienda; en la de Trabajo y Legislación Social y en la de Defensa Nacional; e integró la Comisión Permanente de Agricultura y Colonización, de la que fue su presidente. A nivel partidista, en 1950 fue designado como secretario general del radicalismo, y partir de mismo año fue vicepresidente de la Convención Nacional Radical.
En elecciones parlamentarias de 1953, fue elegido como senador por la Séptima Agrupación Provincial (correspondiente a las provincias de Ñuble, Concepción y Arauco), por el período 1953-1961. En esa oportunidad integró la Comisión Permanente de Gobierno; la de Defensa Nacional; la de Obras Públicas y Vías de Comunicación; la de Agricultura y Colonización y fue senador reemplazante en la Comisión Permanente de Educación Pública; y en la de Policía Interior y Reglamento. En 1957 asumió como representante de los senadores ante el Comité Ejecutivo Nacional (CEN) del Partido Radical —donde permaneció por diez años—, luego entre 1958 y 1959, asumió la presidencia del mismo. Además, fue miembro del Grupo Regional Panamericano, entre 1959 y 1960.
En elecciones parlamentarias de 1961, obtuvo la reelección senatorial por la misma Agrupación Provincial, por el periodo período 1961-1969. Continuó integrando la Comisión Permanente de Defensa Nacional, la que presidió en el período final de su labor; y la de Agricultura y Colonización, la que presidió en la primera parte de este período senatorial. También, fue miembro de la Comisión Mixta de Presupuestos; del Comité Parlamentario Radical e integrante a la Unión Parlamentaria Mundial. Concurrió como delegado de Chile a la Conferencia Interparlamanteria Mundial de Ottawa, Canadá, en 1965; Teherán, Irán en 1966 y Ginebra, Suiza en 1967. También como parlamentario concurrió como presidente de la delegación chilena al I Congreso del Parlamento Latinoamericano celebrado en Lima, Perú en 1965. Asimismo, participó como fundador del Grupo Regional Interparlamentario Americano (GRIA), el que presidió durante tres años entre 1966 y 1969. En 1964 asumió como presidente de diversas comisiones de trabajo en las convenciones y fue miembro de la Comisión Política de su partido entre 1967 y 1969.
En elecciones parlamentarias de 1969, obtuvo nuevamente la reelección senatorial por la misma Agrupación Provincial, por el periodo período 1969-1977. Tuvo una participación activa en su colectividad, hasta su renuncia el 3 de agosto de 1971. El 5 de agosto de ese mismo año pasó a formar parte del Partido Izquierda Radical. En este periodo fue senador reemplazante en la Comisión Permanente de Gobierno; en la de Constitución, Legislación, Justicia y Reglamento; en la de Hacienda; en la de Defensa Nacional; en la de Obras Públicas; en la de Trabajo y Previsión Social; en la de Agricultura y Colonización y en la de Policía Interior. Además, fue elegido como vicepresidente del Senado, ejerciendo la labor entre el 3 de enero y el 11 de septiembre de 1973. Sin embargo no logró finalizar su periodo legislativo, debido al golpe de Estado del 11 de septiembre de 1973, el cual puso término anticipado a su período por medio del Decreto Ley N.° 27, del 21 de septiembre de 1973, disolviendo el Congreso Nacional.
Durante el ejercicio de su labor parlamentaria, entre las mociones presentadas que más tarde se convirtieron en ley de la República se encuentran la ley n° 11.475 del 29 de diciembre de 1953, «sobre derogación de los artículos 89 y 90 del DFL 148 que tratan de ascensos, nombramientos y reclutamiento de Fuerzas Armadas»; la ley n° 17.419 del 16 de abril de 1971, «correspondiente a la erección del Monumento al general René Schneider Chereau en Santiago». También otras mociones que permitieron construir un nuevo edificio para el Internado Nacional Barros Arana (INBA); para la Escuela Industrial de Lebu; y la Escuela Normal de Chillán, entre otras. Entre sus intervenciones destacadas están la amplia participación desde 1961 en debates y formación del proyecto sobre Educación Física y Deportes; proyecto de ley sobre reforma agraria; leyes relativas a jubilados; a reajustes del sector privado, público y Fuerzas Armadas; y a la Integración Latinoamericana.
Fue condecorado por los gobiernos de Brasil, Perú, Bolivia y México, entre 1960 y 1970. Durante el gobierno del presidente Salvador Allende fue distinguido con la Orden O'Higginiana y la Orden Bolivariana, en 1972. En agosto de 1973, fue nombrado como «ciudadano ilustre» de la comuna de Las Condes.
Tras el golpe militar se retiró de la política, dedicándose a labores agrícolas en los predios de propiedad familiar. Por otra parte, fue miembro del Club Social de La Serena, presidente del Rotary Club de la misma ciudad y de Santiago, vicepresidente del Rotary Club de Chillán. Falleció en Santiago de Chile, el 25 de febrero de 1983.

## Historial electoral

### Elecciones parlamentarias de 1969
- Elecciones parlamentarias de 1969, candidato a senador por la Séptima Agrupación Provincial, Concepción, Ñuble y Arauco (Fuente: Diario El Mercurio, 4 de marzo de 1969).